# Bucle de Barnard
El Bucle de Barnard, Sh2-276 o Anillo de Barnard es una nebulosa de emisión. Es parte del Complejo molecular de la nube de Orión, que también contiene la nebulosa Cabeza de Caballo y la nebulosa de Orión. El lazo toma la forma de un gran  arco aproximadamente centrado en la nebulosa de Orión. Las estrellas en la nebulosa de Orión se cree que son responsables de la ionización del bucle.

## Historia
Aunque esta nebulosa débil fue ciertamente observada por los astrónomos anteriores, lleva el nombre del astrofotógrafo E.E. Barnard, quien fotografió y publicó una descripción en 1894.

## Descripción
Se estima que se encuentran a una distancia de unos 1 600 años luz, dándole dimensiones reales de unos 300 años luz de diámetro.
El bucle se extiende sobre unos 600 minutos de arco como se ve desde la Tierra, que cubre gran parte de Orión. Es bien visto en fotografías de larga exposición, aunque los observadores pueden verlo a simple vista bajo cielos muy oscuros.
Se cree que se originó en una explosión de supernova hace unos 2 millones de años, que tal vez creó varias estrellas fugitivas conocidas, incluyendo AE Aurigae, Mu Columbae y 53 Arietis.